# Moto Guzzi Alce
La Moto Guzzi 500 Alce è una motocicletta italiana costruita dalla Moto Guzzi tra il 1938 ed il 1948, principalmente per le forze armate e di polizia.

## Storia
L'Alce nacque nel 1939 per sostituire la Moto Guzzi GT 20, a sua volta derivata nel 1938 dalla Moto Guzzi GT 17, in produzione invece dal 1932 al 1939. Rimase in produzione fino al 1945. Tra il 1946 e il 1948 venne prodotta in un numero imprecisato di esemplari anche la versione di transizione Alce V con caratteristiche ibride tra i due modelli (passaggio alle valvole in testa) e successivamente la versione Superalce. Il numero motore è caratterizzato in una prima fase dal prefisso AV (Alce Veloce) ed in una seconda fase dal prefisso SA (Superalce). I numeri di telaio fino al 1954 seguono la progressione numerica di tutti i monocilindrici 500, e successivamente iniziano con la numerazione S 00 AA fino al numero S 79 AR del 1958.  Acquisita anche dalla Milizia della Strada e dalla Polizia dell'Africa Italiana, fu estesamente impiegata dal Regio Esercito durante la seconda guerra mondiale su tutti i fronti in tutte le tre versioni Monoposto, Biposto ed Attrezzata (ovvero la versione motocarrozzetta), con un totale di 6390 esemplari tra mono e biposto e 669 esemplari sidecar. Tra il 1940 ed il 1943 dalla meccanica dell'Alce fu sviluppato un motocarro militare, il TriAlce, prodotto in 1741 esemplari.

Nel Regio Esercito venne assegnata a tutti i reggimenti come mezzo da esplorazione e guida-colonna; tra gli altri, equipaggiava interi reggimenti bersaglieri motociclisti. Un particolare allestimento era quello porta-arma, con un fucile mitragliatore Breda Mod. 30 installato su supporto brandeggiabile sul perno della forcella anteriore. L'arma non poteva essere usata in movimento ma la moto fungeva da supporto per il fuoco da fermo.
Dopo la guerra, rimase in servizio sia con l'Esercito Italiano che con la Polizia stradale, per essere sostituito nel 1948 dal Moto Guzzi Superalce

## Tecnica
L'Alce dalla GT 20 riprendeva, con alcune migliorie, il motore, un monocilindrico a quattro tempi da 498,4 cm³ con cilindro orizzontale in ghisa e volano esterno, raffreddato ad aria ed erogante 14 hp a 4000 giri/min. L'alimentazione, a caduta, è garantita dal carburatore Dell'Orto MC 26 F. La trasmissione primaria è ad ingranaggi elicoidali, quella secondaria a catena a rulli, con cambio a 4 rapporti e frizione multidisco lubrificata a vapori d'olio.  Si discosta esteriormente invece dalla progenitrice per il paragambe, per la linea dello scarico, per la diversa posizione della cassetta degli attrezzi e per il cavalletto irrobustito. Il telaio, che si rivelò robustissimo nell'intenso uso sui campi di battaglia, è in tubolare a doppia culla, con interasse di 1455 mm, sospensione anteriore a parallelogramma e posteriore costituita da un forcellone oscillante con molle a spirale poste orizzontalmente sotto il gruppo motore e ammortizzatori a frizione regolabili. Il freno anteriore è ad espansione con comando a mano, quello posteriore ad espansione con comando a pedale. Nella versione Biposto è presente un manubrio per il passeggero tra i due sellini. La versione Attrezzata a motocarrozzetta deriva dalla Biposto, per un totale di 3 militari trasportati. Sui lati, appositi sono presenti supporti per i materiali e le munizioni ed una speciale rastrelliera per il moschetto d'ordinanza. La moto è lunga 2220 mm ed alta 1065 ed ha un ingombro trasversale di 790 mm. Il peso a secco è di 179 kg. Il serbatoio contiene 13,5 litri di benzina. Raggiunge la velocità massima di 90 km/h, con un'autonomia di 300 km.

## Galleria d'immagini

Alce biposto.
Alce Attrezzato (sidecar).
Bersaglieri in azione su Alce monoposto.
TriAlce in azione.